# Transfond
Transfond este o companie de servicii financiare din România, constituită din 25 de bănci, care dețin 66,67% din acțiuni.
Cel mai mare pachet de acțiuni este controlat de Banca Națională a României (BNR), cu o treime din capital.
Societatea a fost înființată în 2000, ca urmare a angajamentelor asumate față de Uniunea Europeană în privința modernizării infrastructurii financiar-bancare.
Transfond este operator al Sistemului Electronic de Plăți: administrator și operator al sistemului SENT (casa automată de compensare), administrator tehnic și operator al sistemului ReGIS (sistemul de decontare pe bază brută în timp real), conform mandatului acordat de către Banca Națională a României, operator tehnic al sistemului SaFIR (sistemul de depozitare și decontare a operațiunilor cu titluri de stat).
Transfond este responsabil pentru procesarea plăților interbancare din România.
Domeniul principal de activitate îl constituie furnizarea de servicii de compensare și decontare a plăților fără numerar în monedă națională, pentru instituțiile de credit, BNR și alte instituții financiare.

## Istoric
În iulie 2000, în conformitate cu angajamentele asumate în procesul de aderare la Uniunea Europeană și în aplicarea Acordului PSAL II cu Banca Mondială, băncile din comunitatea bancară românească și BNR au înființat Societate de Transfer Fonduri și Decontări - TRANSFOND S.A. cu rolul de operator al sistemului de plăți interbancare.
În noiembrie 2002, a fost implementat proiectul ”Sistemul Electronic de Plăți” (SEP) sub coordonarea Băncii Naționale a României.
În septembrie 2003, Trezoreria Statului a devenit participant în sistemul de plăți operat de către TRANSFOND.
În 2005 au fost introduse componentele ReGIS, SENT și SaFIR la sistemul electronic de plăți.
În octombrie 2008, a fost introdusă componenta de procesare a instrumentelor de debit interbancare (cecuri, cambii și bilete la ordin).
În noiembrie 2012, a fost introdus procesarea ordinelor de plată în lei în format SEPA (Single Euro Payment Area/Zona Unică de Plăți Euro).
În aprilie 2016, a fost introdus serviciul de procesare a Debitelor interbancare în format SEPA și serviciul RUM (Registrul Unic de Mandate).
În martie 2018, operarea tehnică a sistemelor ReGIS și SaFIR a fost transferată Băncii Naționale a României.
În aprilie 2019, a fost introdus serviciul Plăți Instant în lei în baza sistemului SENT.
În septembrie 2020, a fost introdus serviciul AliasPay care permite inițierea de plăți cunoscând doar numărul de telefon al beneficiarului, în locul IBAN-ului acestuia.
În noiembrie 2022, a fost introdus Serviciul Afișare Nume Beneficiar (SANB) prin care se verifica identitatea titularului unui anume IBAN.

## Casa de compensare automată (SENT)
SENT este un sistem electronic de compensare multilaterală a plăților interbancare de mică valoare transmise între participanți, pe parcursul mai multor sesiuni zilnice. Acest sistem se distinge prin numărul mare al instrucțiunilor procesate zilnic (aproximativ 95% din totalul plăților interbancare) și valoarea individuală redusă a acestora, precum și utilizarea rețelei virtuale TFDNet pentru schimbul de mesaje între participanți și sistem. Acest tip de sistem este cunoscut sub denumirea de Casă de Compensare Automată (Automated Clearing House - ACH).

## Linia de Urgență pentru Carduri
Transfond a lansat, începând cu data de 1 septembrie 2009, Linia de Urgență pentru Carduri (LUC), serviciu destinat emitenților de carduri din România, ce pune la dispoziția clienților instituțiilor înrolate un număr unic de contact, disponibil 24/7/365, pentru blocarea cardurilor pierdute sau furate.
Sistemul asigură preluarea apelului în maxim 30 de secunde și permite procesarea simultană a maxim 90 de apeluri.
În iunie 2010, serviciul era utilizat doar de cinci bănci, și anume: BCR, BRD-SocGen, Bancpost, Banca Transilvania și CEC Bank, care aveau o pondere de 60% din piața cardurilor bancare din România.
Sistemul a funcționat ca program pilot pentru nouă luni, perioadă în care serviciul a înregistrat o medie lunară de 700-800 de apeluri, și a fost lansat oficial la data de 25 iunie 2010.

## e-Factur@
În august 2010, Transfond împreună cu Banca Comercială Română, au lansat serviciul de facturare electronică, care asigură atât emiterea facturilor cât și arhivarea și, respectiv livrarea sau transmiterea acestora integral în mediu electronic, înlocuind procesul similar desfășurat pe hârtie.
Serviciul e-Factur@ este oferit sub forma unei aplicații unice securizate, la care se pot conecta atât emitenții de facturi, cât și destinatarii acestora.
Documentele arhivate au valoare de document justificativ din punct de vedere legal, nefiind necesară tipărirea și păstrarea acestora pe suport de hârtie.